# Всеобщие выборы в Парагвае (2008)
Всеобщие выборы в Парагвае прошли 20 апреля 2008 года. Они включали президентские, парламентские и муниципальные выборы. На выборах были избраны президент Парагвая, 45 сенаторов, 80 представителей, 17 губернаторов и члены парламента Меркосура от Парагвая.
Победителем президентских выборов стал кандидат от оппозиционной коалиции Патриотический альянс за перемены Фернандо Луго, опередивший кандидата правящей партии «Колорадо» Бланку Овелар.

## Результаты

### Президентские выборы
Президентские выборы
| Кандидат                               | Партия                                                                    | Голоса    | %     |
| -------------------------------------- | ------------------------------------------------------------------------- | --------- | ----- |
| Фернандо Луго                          | Патриотический альянс за перемены (Alianza Patriótica por el Cambio)      | 704 966   | 42,3  |
| Бланка Овелар                          | Партия Колорадо (Asociación Nacional Republicana — Partido Colorado)      | 530 552   | 30,6  |
| Лино Овьедо                            | Национальный союз этических граждан (Unión Nacional de Ciudadanos Éticos) | 379 571   | 21,9  |
| Педро Фадул                            | Движение Любимое Отечество (Movimiento Patria Querida)                    | 41 004    | 2,5   |
| Сержио Мартинес                        | Парагвайская гуманистическая партия (Partido Humanista Paraguayo)         | 5852      | 0,4   |
| Горацио Галеано Перроне                | Движение Тета Пьяху (Movimiento Tetã Pyahu)                               | 2788      | 0,1   |
| Хулио Лопес                            | Рабочая партия (Partido de los Trabajadores)                              | 2288      | 0,1   |
| Действительных бюллетеней              | Действительных бюллетеней                                                 | 1 667 021 | 96,5  |
| Всего (явка 65,6 %)                    | Всего (явка 65,6 %)                                                       | 1 726 906 | 100,0 |
| Источник: Adam Carr’s Election Archive |                                                                           |           |       |

### Парламентские выборы
Выборы в Парламент Парагвая
| Партия Колорадо (Asociación Nacional Republicana/Partido Colorado)             | 29 | 15 |
| Аутентичная радикальная либеральная партия (Partido Liberal Radical Auténtico) | 26 | 14 |
| Национальный союз этических граждан (Unión Nacional de Ciudadanos Éticos)      | 16 | 9  |
| Движение Любимое Отечество (Movimiento Patria Querida)                         | 3  | 4  |
| Патриотический альянс за перемены (Alianza Patriótica para el Cambio)          | 2  | —  |
| Народное движение Текохоха (Movimiento Popular Tekojoja)                       | 1  | 1  |
| Демократическая прогрессивная партия (Partido Democrático Progresista)         | 1  | 1  |
| Альянс департамента Бокерон (Alianza Departamental Boquerón)                   | 1  | —  |
| Партия страны солидарности (Partido País Solidario)                            | —  | 1  |
| Неизвестно                                                                     | 1  | —  |
| Всего                                                                          | 80 | 45 |
| Источник: ABC.com.py, ABC.com.py                                               |    |    |